# Casio Querea
Casio Querea (en latín Cassius Chaerea), fue un militar romano del siglo I.

## Juventud en Germania
Contrariamente a lo que la novela histórica ha hecho creer, no se tienen noticias de que Casio Querea haya participado en la batalla de Teutoburgo. La primera referencia a Casio Querea es de Tácito nos habla de la actuación del joven Querea durante los motines de las legiones estacionadas en el Rin en 14 contra Germánico, padre del futuro emperador Calígula:

No trataba el legado de poner remedio, habiendo la locura de tantos héchole perder la seguridad del ánimo. Arrancan, pues, furiosos de las espadas y arremeten contra los centuriones (materia antigua de los odios militares y principio de encruelecerse); tendidos en tierra, los azotan, cada sesenta el suyo, por igualar el número de los centuriones, y así, bien heridos y parte muertos, los echan fuera del estacado y en la corriente del Rin. Uno de ellos llamado Septimio, huido al Tribunal y arrojado a los pies de Cecina, fue pedido tan importunamente por ellos, que hubo de ser entregado a la muerte. Casio Querea, famoso después por el homicidio de Cayo César, entonces mancebo valeroso y de ánimo fiero, se abrió y allanó el camino con la espada entre aquellos armados. No eran ya obedecidos los tribunos ni el prefecto del campo; los soldados mismos repartían las centinelas y los cuerpos de guardia, y acudían a las demás cosas que se ofrecían. Los que consideraban con mayor atención los ánimos airados de aquella gente juzgaban por la peor señal para creer que aquella sedición había de ser grande y mala de apaciguar, al ver que no esparcidos o a persuasión de pocos, mas todos de un mismo acuerdo se encendían y de un mismo acuerdo callaban, con tanta igualdad y regla que no parecía que les faltase cabeza.

## Magnicidio de Calígula
Casio, ya como tribuno militar de la Guardia Pretoriana, participó en la trama para asesinar al emperador Calígula, sobrino nieto de Tiberio, y su familia. Existen muchas versiones en cuanto a los motivos del asesinato pero la verdad aproximada sería que fue cometido con la intención de restaurar la República, pero que fue motivado por los problemas personales entre Casio y Calígula, de quien se dice se burlaba constantemente de Casio. 
Cuenta una tradición que Casio le pidió la mano para besarla y Calígula se la dio con el dedo medio extendido y los otros recogidos, lo que lo enfureció y lo mató.
Posteriormente Casio fue ejecutado por el emperador Claudio, quien lo acusó de haber asesinado a su sobrino por motivos personales.

## En la ficción
Casio Querea ha aparecido como personaje, generalmente secundario, en diversas obras de ficción, la mayoría tratando de los extravagantes sucesos del reinado de Calígula. Entre ellas se puede destacar:

### En la literatura
Aparece bajo un cariz positivo en las novelas de Robert Graves Yo, Claudio y Claudio el dios y su esposa Mesalina, como un militar con una carrera larga y distinguida al servicio de Roma, siendo el único superviviente a la Masacre del Bosque de Teotoburgo. Más tarde se convierte en servidor de Calígula, al que protege en su juventud, a pesar de que luego conspira para asesinarlo. Querea insistió en que fue por el bien del Estado, hecho que hace que Claudio simpatice con él. Sin embargo, una de sus primeras órdenes al convertirse en emperador es ordenar que Querea sea ejecutado, no tanto por haber tomado parte en el asesinato de Calígula, sino por haber mandado matar a su esposa Cesonia y a la hija de corta edad de ambos, Julia Drusila.

### En el cine y la televisión
- Demetrio y los gladiadores. Péplum de 1954 dirigido por Delmer Davies, y secuela de La túnica sagrada. El papel de Querea es interpretado por Charles Evans.
- Yo, Claudio. Aclamada serie de televisión británica de 1976, que adapta las novelas de Robert Graves Yo, Claudio y Claudio el dios y su esposa Mesalina. El papel de Querea es interpretado por Sam Dastor.
- Calígula. Controvertida película ítalo británica de 1979, famosa por su accidentada producción, dificultosa exhibición y contenido pornográfico y violento. El papel de Querea es interpretado por Paolo Bonacelli.
- Trailer for a Remake of Gore Vidal's Caligula. Cortometraje de 2005 dirigido por el artista conceptual Francesco Vezzoli, que recrea un falso tráiler de una inexistente película sobre Calígula con guion del escritor Gore Vidal, quien también aparece en el corto. Con Gerard Butler como Querea.